# Flow Motion
Flow Motion este al optulea album al trupei Can și conține piesa devenită hit în Regatul Unit, "I Want More". 

## Tracklist
1. "I Want More" (3:29)
2. "Cascade Waltz" (5:35)
3. "Laugh Till You Cry, Live Till You Die" (6:43)
4. "........And More" (2:43)
5. "Babylonian Pearl" (3:29)
6. "Smoke (E.F.S. No. 59)" (5:15)
7. "Flow Motion" (10:23)

- Toate cântecele au fost compuse și scrise de Can. Versuri de Peter Gilmour.

## Single
- "I Want More" (1976)

## Componență
- Holger Czukay - bas, djin pe "Smoke", voce de fundal pe "I Want More", "........And More" și "Smoke"
- Michael Karoli - chitare, vioară electrică pe "Cascade Waltz", baglama pe "Laugh Till You Cry, Live Till You Die", zgomot de fundal pe "Smoke", voce principală pe "Cascade Waltz" și "Laugh Till You Cry, Live Till You Die", voce de fundal pe "I Want More", "........And More" și "Flow Motion"
- Jaki Liebezeit - tobe, percuție, voce de fundal pe "I Want More" și "........And More"
- Irmin Schmidt - claviaturi, Alpha 77, voce principală pe "Babylonian Pearl", voce de fundal pe "I Want More" și "........And More"